# François-Adolphe Grison
François-Adolphe Grison, né le 17 juin 1845 à Bordeaux et mort le 10 avril 1914 à Chêne-Bougeries, est un peintre français.

## Biographie
Grison a été élève de Justin Lequien. Il arriva à Genève en 1887 et y devint un artiste indépendant.
Il s'intéressa à la peinture à l'huile en relais ainsi qu'à la peinture sur émail. Il a peint des scènes de genre, souvent en costume rococo, des portraits et des paysages.